# Эксплуатант воздушного судна
Эксплуатант воздушного судна — физическое или юридическое лицо, осуществляющее эксплуатацию воздушного судна на основании права собственности, договора аренды или других правоустанавливающих документов. Эксплуатантом может быть также государство или международная организация, например, ООН, если они непосредственно руководят эксплуатацией воздушного судна.
Термин «эксплуатант воздушного судна» используется в ряде национальных законодательств и в международных конвенциях по воздушному праву. В Римской конвенции 1952 года термины «эксплуатант» (русский и французский варианты) и «оператор» (в английском и испанском вариантах) соответствуют понятию «владелец источника повышенной опасности» в гражданском праве.